# Kornelije Kovač
Kornelije Kovač (Niš, 1. januar 1942 — Beograd, 13. septembar 2022), takođe poznat kao Bata, bio je srpski kompozitor, pijanista, aranžer.

## Biografija

### Porodica
Njegov otac je bio violinista, a majka pevačica u horu opere. Brat Mihajlo Kovač takođe se bavio muzikom kao pevač, ali se kasnije opredelio za novinarstvo i politiku.

### Početak karijere
Svoju prvu kompoziciju Pusti trotoari Kovač je komponovao već sa četrnaest godina — 1956. godine. Prvi javni nastup mladi Kovač je imao u subotičkoj gimnaziji, koju je pohađao, na tada popularnim popodnevnim čajankama.
Svoju karijeru je započeo 1961. godine. Zahvaljujući odličnom muzičkom obrazovanju koje je stekao u Muzičkoj akademiji u Sarajevu, Kornelije je bio kompozitor, pijanista, producent i aranžer.
U 1961. godini, osnovao je svoj prvi bend BKB, koji je u to vreme postao poštovan džez trio. Godine 1963. učestvovali su na festivalu Ju džez, koji je bio održan u Bledu u Sloveniji.
Nakon što je bio u mnogim orkestrima u Bosni i Hercegovini, pridružio se sarajevskom najpopularnijem rok bendu, Indeksima. S njima je bio na dvomesečnoj turneji u Rusiji.

### Indeksi
Kovač je postao član Indeksa 1966. godine i sa njima je već sledeće godine svirao na turneji po SSSR-u. Za sarajevske Indekse napisao je pesme Boj na Mišaru i Ako jednom budeš sama.
Radeći sa Indeksima, Kovač je stekao ime kompozitora i instrumentaliste, ali po odsluženju vojnog roka doneo je odluku da se preseli u Beograd.
U Sarajevu, 1967. godine, na prvom plej bek festivalu „Vaš šlager sezone”, osvojio je prvo mesto s pesmom Moj profesor.

### Korni grupa
Septembra 1968. godine Kovač se preselio u Beograd gde je osnovao Korni grupu, koja je 1974. predstavljala SFR Jugoslaviju na Pesmi Evrovizije.

### Samostalna karijera
Kovač je pisao muziku za mnoge popularne izvođače poput Zdravka Čolića, Olivere Katarine, Bisere Veletanlić, Nede Ukraden, Mikija Jevremovića, Miše Markovića, Lepe Brene. Krajem 1977. godine planirao je osnivanje jugoslovenske supergrupe K2 koju je trebalo da čine: Josip Boček, Dado Topić, Slobodan Marković, Karel (Čarli) Novak i Ratko Divjak.
Godine 1979. Kornelije se preselio u Englesku gde je učestvovao u mnogim muzičkim projektima. Neki od muzičara sa kojima je Kornelije sarađivao su:
- Berni Marsden, gitarista grupe Vajtsnejk,
- Hans Cimer,
- Pol Džons, bivši pevač grupe Manfred Men,
- Endi Pesk,
- Kolin Hodžkinson,
- Džodži Hirota.

Kornelije Kovač je pisao muziku za pozorište, filmove i televiziju. Njegove pesme su na mnogim albumima izdanima u Jugoslaviji, Španiji, Francuskoj, SAD, Švedskoj, Holandiji, Finskoj... Mnoge od njih su dostigle platinasti ili zlatni tiraž.
Od 1989. godine, Kovač je učestvovao u mnogim projektima u Španiji kao producent, kompozitor i aranžer.

### Lični život
Kornelije je imao tri ćerke: Aleksandru, Kristinu i Anju. Aleksandra i Kristina Kovač se takođe bave muzikom i imaju značajnog uspeha u tome. Bio је oženjen Spomenkom Kovač (tekstopisac i scenarista) koja je preminula 2005. godine. Takođe je imao i sina kog je dobio iz drugog braka nakon smrti Spomenke Kovač.

### Smrt
Kornelije Kovač je preminuo 13. septembra 2022. godine u 81. godini života. Sahranjen je četiri dana kasnije u Aleji zaslužnih građana na Novom groblju u Beogradu. Istog dana, 17. septembra, bila je komemoracija u Svečanoj sali Skupštine grada Beograda. Posthumno je odlikovan ordenom Karađorđeve zvezde prvog stepena.

## Diskografija

### Singlovi
- Severni vetar/Okean (PGP RTB, 1975)
- Panorama/Aleksandra (PGP RTB, 1978)
- Kvar/Žena (PGP RTB, 1979)

### Albumi
- Između svetlosti i tame (PGP RTB, 1977)
- Butterflies (Inner City Records, 1981)
- Iz drugog filma (PGP RTB, 1982)
- Sampled Moonlight (PGP RTB, 1986)
- Balkan (BMG, 1993)
- Moja generacija (PGP RTS, 1996)
- Dvojni identitet (Komuna, 2000)
- Kula od karti (Hit Records, 2003)
- Muzika iz predstave laža i paralaža (K. K. Music Production, 2006)
- Ovozemaljski raj (Croatia Records, 2017)

## Stvaralaštvo
- Zdravko Čolić: April u Beogradu,[12] Živiš u oblacima,[13] Zvao sam je Emili, Jedna zima sa Kristinom,[14] Jedina, Mađarica,[15] Ona spava,[16] Pjevam danju, pjevam noću,[17] Stanica Podlugovi,[18] Ti možeš sve,[19] Ti si bila, uvijek bila, Ti si mi u krvi[20]
- Bisera Veletanlić: Budi dobar i misli na mene, Zlatni dan, Milo moje, Ručak za dvoje, Ti si čovek moj
- Korni grupa: Devojčice mala, Etida, Ivo Lola, Jedna žena, Kuda ideš, svete moj, Moja generacija, Pusti da te diram, Sonata, Trla baba lan
- Dragan Stojnić: Život kojim živim, Maestro i violina
- Olivera Katarina: Ljubav, Vatra, Treperi jedno veče, Htela bih da znam, Alba, Plovi lađa Dunavom, Sanjam, Bilo je tako lepo sve, Dozivam te, Letnja avantura, Igračka, Osvetnica, Miris tela, Ljubav je moja tekla, Samo kiša ti i ja, Samo ću malo snevati
- Dušan Jakšić: Doviđenja stari pijanino
- Miki Jevremović: Bićeš moja, Sama
- Neda Ukraden: Još te volim
- Jadranka Stojaković: Ne idi tamo
- Miša Marković: Sunca će i dalje biti
- Maja Odžaklijevska: Kad nežne svirke zamre ton
- Sedmorica mladih: Poljubi me na kiši
- Indeksi: Ako jednom budeš sama
- Generacija 5: Ti samo budi dovoljno daleko, Umoran od svega
- Saša Vasić: K'o lijana
- Lepa Brena: Janoš, Sanjam, Sitnije Cile, sitnije[21]
- Zdenka Kovačiček: Otvorila sam prozor
- Zlatko Pejaković: Kad jednom zaželiš, Ove noći jedna žena, Uspomene, uspomene
- Vedo Hamšić: Četiri mladića idu s Trebevića

## Muzika za film i televiziju
- 1968 - Ram za sliku moje drage
- 1970 - Bube u glavi
- 1970 - Prva ljubav
- 1971 - Uloga moje porodice u svjetskoj revoluciji
- 1972 - Bez reči
- 1972 - Istrel
- 1972 - Roman sa kontrabasom
- 1972 - 1973 - Obraz uz obraz
- 1973 - Filip na konju
- 1974 - Polenov prah
- 1975 - Testament (film iz 1975)
- 1976 - Život je lijep
- 1976 - Od pet do sedam
- 1977 - Zovem se Eli
- 1977 - Lude godine (film)
- 1978 - Kvar
- 1978 - Tamo i natrag
- 1978 - Nije nego
- 1979 - Pjevam danju, pjevam noću
- 1980 - Snovi, život, smrt Filipa Filipovića
- 1980 - Došlo doba da se ljubav proba
- 1981 - Montenegro
- 1981 - Sezona mira u Parizu
- 1981 - Ljubi, ljubi, al' glavu ne gubi
- 1982 - Progon
- 1982 - Živeti kao sav normalan svet
- 1983 - Karlovački doživljaj 1889
- 1983 - Stepenice za nebo
- 1983 - Halo taksi
- 1984 - Čaj u pet
- 1984 - Una
- 1984 - Groznica ljubavi
- 1984 - Nema problema
- 1985 - Vreme leoparda
- 1985 - Brisani prostor (serija)
- 1985 - Ćao inspektore
- 1986 - Dobrovoljci
- 1987 - Zlatna jabuka i devet paunica
- 1987 - Hajde da se volimo
- 1988 - Čavka (film)
- 1988 - Tamna strana Sunca
- 1989 - Krvopijci
- 1989 - Najbolji
- 1990 - Čarobnjakov šešir
- 1992 - Uvod u drugi život
- 1992 - Devojka sa lampom
- 1998 - 2002 - Porodično blago
- 2000 - Tajna porodičnog blaga
- 2000 - Svaštara
- 2002 - Država mrtvih
- 2005 - Buđenje iz mrtvih
- 2007 - Odbačen
- 2007 - 2008 - Ljubav i mržnja
- 2011 - 2012 - Nepobedivo srce
- 2011 - 2012 - Cvat lipe na Balkanu

## Literatura
- Petar Janjatović: Ilustrovana YU Rock enciklopedija (Beograd, 1998)

## Spoljašnje veze
- Korni grupa
- Kornelije Kovač: Živim od starih hitova („Večernje novosti”, 25. avgust 2012)
- Bata Kovač: Sve bilo je muzika („Večernje novosti”, 6. jul 2013)
- Kornelije Kovač: Zdravka Čolića sam prvo otpustio iz Korni grupe (B92, 31. januar 2019)
- Najveći hitovi Kornelija Kovača (B92, 13. septembar 2022)